# Corba d'avaluació de qualitat
Una corba d'avaluació de qualitat serveix per avaluar la qualitat d'una imatge digital i, per tant, a través d'aquestes corbes podem comparar la qualitat d'un sistema de compressió de vídeo.
Donen la relació entre el que es considera "bona qualitat" o "mala qualitat". Un altre paràmetre clau acostuma a ser la taxa de bits. Mitjançant una comparació de les qualitats obtingudes a una determinada taxa de bits o les taxes de bits necessàries per obtenir una determinada qualitat podem establir la diferència entre qualitat i efectivitat entre les diferents imatges, i, per tant, entre els diferents sistemes de compressió d'imatge.

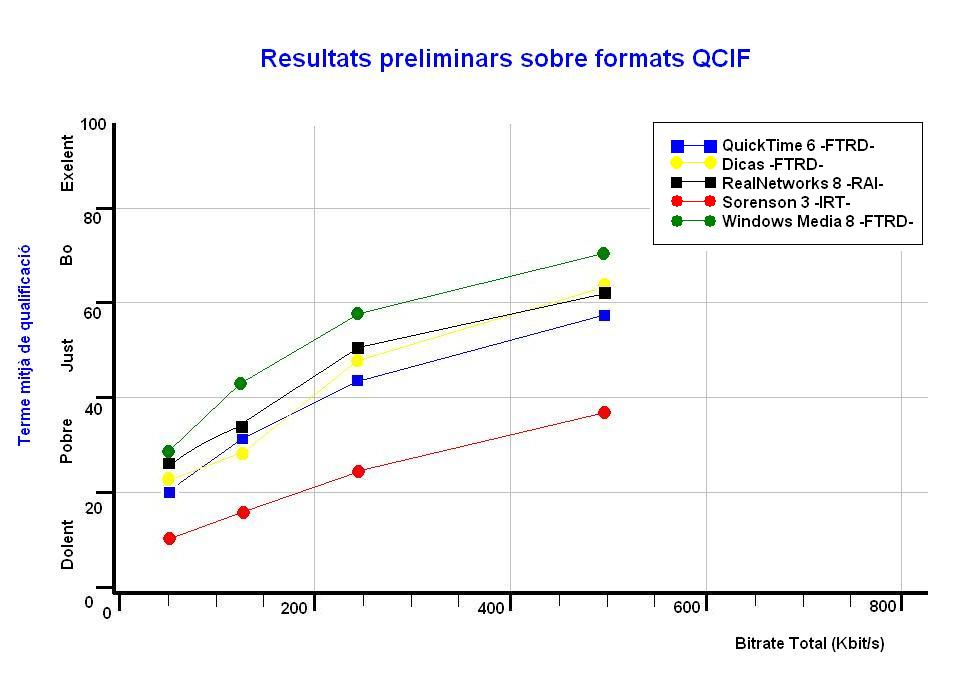
Exemple de qualitat subjectiva de diversos còdecs utilitzats per a contingut en webs

## Mesures subjectives
En imatge una manera d'avaluar subjectivament la qualitat és amb el MTF (Modulation Transfer Function). Aquesta eina calcula les taxes que relacionen el contrast i la resolució d'una imatge digital. Això permet aconseguir una relació directa amb els aspectes fonamentals de la percepció humana per totes les freqüències de la imatge.
El procediment consisteix a avaluar com un sistema fotogràfic reprodueix el contorn de tal manera que per la resolució del dispositiu resulti perfecte. I quantificar quin ha sigut el decaïment de la qualitat de la reproducció respecte de l'original.

## Mesures objectives
No obstant la manera més habitual per trobar la corba d'avaluació és a partir de paràmetres objectius que modelen els factors subjectius d'una manera matemàtica. Això permet que es puguin calcular en ordinadors.
El paràmetre objectiu més estandarditzat és el PSNR. A partir d'aquesta dada es compara la imatge original amb la imatge comprimida. La comparació es fa amb taxes de bits diferents.
Aquest càlcul serveix actualment de referència per avaluar la qualitat de les imatges que nosaltres veiem, però té el desavantatge que la correlació entre aquest paràmetre i el que percebem subjectivament no és exactament igual.

## Correlació entre les mesures objectives i subjectives
Recentment s'han desenvolupat nous paràmetres per tal de mesurar la qualitat de les imatges. Aquests nous paràmetres són el PEVQ, UQL, VQM i el SSIM. Els resultats obtinguts aproximen d'una manera més precisa la percepció subjectiva. Però computacionalment encara són molt costosos d'implementar.
La corba d'avaluació a partir d'una mesura objectiva suposa fer moltes proves en el descodificador fins que aconseguim un resultat que ens garanteixi una qualitat visual acceptable i al mateix temps que permeti una descodificació en temps real. Per aquesta raó la línia de desenvolupament és trobar un paràmetre objectiu que es pugui implementar, però que permeti una correlació tan elevada com sigui possible amb la nostra percepció visual.